# Гермина Ангальт-Бернбург-Шаумбург-Хоймская
Принцесса Гермина Амалия Мария Ангальт-Бернбург-Шаумбург-Хоймская (нем. Hermine von Anhalt-Bernburg-Schaumburg-Hoym; 2 декабря 1797, Хойм, Саксония-Анхальт — 14 сентября 1817, Буда) — принцесса Ангальт-Бернбург-Шаумбург-Хоймская, после брака эрцгерцогиня Австрийская.

## Биография
Принцесса родилась в семье принца Виктора II Ангальт-Бернбург-Шаумбург-Хоймского и его супруги Амалии Нассау-Вейльбургской. У неё было три сестры: Адельгейда, Ида и Эмма.
30 августа 1815 года принцесса вышла замуж за 39-летнего эрцгерцога Австрийского Иосифа, палатина Венгерского. Она стала его второй женой после смерти великой княгини Александры Павловны, первой жены Иосифа. Гермина скончалась в возрасте 19 лет, во время родов близнецов. 24 августа 1819 года её супруг вступил в третий брак с принцессой Вюртембергской Марией Доротеей.
Дети:
- Гермина Амалия Мария (1817—1842)
- Стефан Франц (1817—1867)